# مجلس عراق
مجلس نمایندگان عراق یا مجلس نواب عراق (به عربی: مَجلس النوّاب العراقي)، تنها مجلس قانون‌گذاری عراق محسوب می‌شود. مکان این مجلس در منطقه سبز بغداد است. نمایندگان این مجلس، برای دوره‌های ۴ ساله، از طریق رای مستقیم مردم، انتخاب می‌شوند.

## تاریخچه
نخستین مجلس نمایندگان عراق در سال ۱۹۲۵ میلادی به دستور پادشاه وقت عراق ملک فیصل اول تشکیل شد. در آن زمان عراق دارای دو مجلس عوام (مجلس نواب) و مجلس خواص (مجلس اعیان) بود. این رویه تا سال ۱۹۵۸ میلادی ادامه یافت. در این سال به موجب احساس خطر از جانب پادشاه، انتخابات جدید برگزار شد و از ۱۴۵ صندلی مجلس جدید، ۱۴۰ صندلی به نمایندگان حامی انقلابیون تعلق گرفت. سرانجام در ۱۴ ژوئیه همان سال، کودتای ضد سلطنتی رخ داد.
بنابر قانون اساسی مصوب ۱۹۷۰ عراق، عراق می‌بایست به یک جمهوری تبدیل شود و مجلس نمایندگان عراق نیز به «شورای ملی» (به عربی: المجلس الوطني) تغییر نام یافت. اما این دوره که مصادف بود با روی کارآمدن صدام حسین و حکومت نظامی‌گر وی، تا ژوئن ۱۹۸۰ هیچ نوع انتخابات شورای ملی را شاهد نبود. این رویه تا پایان جنگ ایران و عراق ادامه یافت. پس از این دوره، چندین انتخابات برگزار شد که به جز نامزدهای مورد حمایت حزب بعث عراق، نامزد دیگری در عمل امکان پیروزی در آن را نداشت. آخرین نوع از این انتخابات در مارس ۲۰۰۰ میلادی برگزار شد. این نوع مجالس فرمایشی تا مارس سال ۲۰۰۳ میلادی، و حمله آمریکا و متحدانش به عراق ادامه داشت.
سقوط رژیم صدام حسین در آوریل ۲۰۰۳ میلادی، نقطه پایانی بر مجلس فرمایشی عراق بود. پس از سقوط رژیم صدام‌حسین، حکومت ائتلاف موقت عراق به ریاست پل برمر مسئولیت اداره عراق را بر عهده گرفت. سپس دولت موقت عراق شکل گرفت. دور جدید مجلس نمایندگان عراق برای تعیین نخست‌وزیر و پایه‌گذاری دولت انتقالی شکل گرفت. در نخستین انتخابات مجلس عراق که در ۳۰ ژانویه ۲۰۰۵ برگزار شد، ائتلاف ملی عراق به رهبری ابراهیم جعفری توانست ۱۴۰ کرسی از ۲۷۵ کرسی مجلس را تصاحب کند. بدین ترتیب ابراهیم جعفری، برای یک دوره چندماهه نخست‌وزیر عراق شد. تأسیس این مجلس مقدمه‌ای بود برای تصویب قوانینی در جهت برگزاری انتخابات مجلس عراق در دسامبر ۲۰۰۵ میلادی.
در انتخابات دسامبر ۲۰۰۵ نیز ائتلاف ملی عراق، موفق شد با کسب بیش از ۴۱٫۲ درصد از آراء مردم، ۱۲۸ صندلی از مجموع ۲۷۵ صندلی مجلس عراق را تصاحب کند. این مجلس به مدت ۴ سال، یعنی از اوایل سال ۲۰۰۶ تا اوایل سال ۲۰۱۰ ادامه داشت. در طول مدت مذکور، نوری مالکی نخست‌وزیر عراق بود.
دور بعدی انتخابات مجلس عراق در مارس ۲۰۱۰ میلادی برگزار شد. در این انتخابات، ائتلاف العراقیه به رهبری ایاد علاوی موفق به کسب ۹۱ کرسی از ۳۲۵ کرسی مجلس عراق شد. در انتخابات مذکور، ائتلاف دولت قانون به رهبری نوری مالکی، ۸۹ کرسی و ائتلاف ملی عراق به رهبری ابراهیم جعفری موفق به تصاحب ۷۰ کرسی شد. سپس یک دولت ائتلافی به نخست‌وزیری نوری مالکی، زمام امور کشور عراق را در دست گرفت. این دولت که به دولت دوم نوری مالکی مشهور شد، حاصل اتحاد ائتلاف دولت قانون با ائتلاف ملی عراق بود.

## فهرست
- ضاری الفیاض (۲۰۰۴–۲۰۰۵)
- حاجم الحسنی (۲۰۰۵–۲۰۰۶)
- محمود المشهدانی (۲۰۰۶–۲۰۰۸)
- ایاد السامرایی (۲۰۰۸–۲۰۱۰)
- اسامه نجیفی (۲۰۱۰–۲۰۱۴)
- سلیم الجبوری (۲۰۱۴–۲۰۱۸)
- محمد الحلبوسی (۲۰۱۸–۲۰۲۳)
- محمود المشهدانی (۲۰۲۴–تاکنون)